# Maranello
Maranello je grad i općina u talijanskoj pokrajini Emilia-Romagna usred provincije Modena.
Mjesto je uglavnom poznato kao dom Ferrarija i Scuderia Ferrari momčadi.
Ferrari je u čast ovome gradu svojim dvama modelima dao ime Maranello, a to su: Ferrari 550 Maranello i Ferrari 575M Maranello.

## O mjestu
Grad se nalazi 19 kilometara južno od Modene, 50 kilometara jugozapadno od Bologne.
Postoje nalazišta još od vremena brončanog doba, a još i ranije.
Rimljani su ovdje došli između 107. i 109. godine prije Krista pa od Rimljana ima dosta ostataka, a kroz mjesto su prolazile i dvije ceste, Via Claudia i Via Emilia. 
U mjestu se nalazi i Muzej Ferrarija gdje se može saznati o povijesti ovog slavnog automobila.

## Poznate osobe
- Enzo Ferrari, osnivač Ferrarija

- Giuseppe Graziosi, slikar

- Nerina Montagnani, glumica